# Pacte d'Umar
Le pacte d'Umar est supposé avoir été édicté en 717 par le calife omeyyade Umar ben Abd al-Aziz (682-720), communément appelé Umar II. Il s'agirait, en partie, d'un traité entre ce calife et les monothéistes non musulmans, les « gens du Livre », placés sous le régime de la dhimma (et appelés pour cela dhimmis). Les versions les plus anciennes de ce pacte qui nous sont parvenues datent du xiie siècle, mais sûrement pas des premiers temps de l'islam. Il n'est donc pas possible d'attribuer la paternité de ce pacte au deuxième calife Omar ibn al-Khattâb, certains spécialistes remettant en cause son authenticité même.[réf. souhaitée] Ce document semblerait être en fait « une compilation de dispositions élaborées progressivement, dont certaines pourraient dater du règne du calife Umar II », c'est-à-dire Umar ben Abd al-Aziz. De là, il semble qu'une confusion volontaire a été faite pour l'attribuer à Omar ibn al-Khattâb. L'origine de ce traité était composée de restrictions visant la sécurité militaire des premiers conquérants, restrictions qui se transformèrent en interdits légaux et sociaux par la suite. C'est de l'annulation du pacte en 1078 par les Turcs seldjoukides que part l'appel à la première croisade du pape Urbain II, en 1095, qui se soldera par la prise de Jérusalem en 1099.

## Description
Le document se présente comme une lettre que les chrétiens de Syrie auraient adressée à ʿUmar b. al-Khaṭṭāb, le deuxième calife (634-644), et dans laquelle ils lui faisaient connaître les conditions de leur soumission. ʿUmar Ier aurait approuvé les termes de la lettre tout en y ajoutant deux clauses supplémentaires.

## Articles du pacte
Le texte du pacte d'Umar d'après Turtushi (mort en 1126), le plus ancien auteur ayant rapporté cette convention :
« Au Nom d'Allāh, le Bienfaiteur miséricordieux !
- Ceci est une lettre adressée par les chrétiens de telle ville, au serviteur d'Allāh, 'Umar b. Khattāb, commandeur des Croyants.
- Quand vous êtes venus dans ce pays, nous vous avons demandé la sauvegarde pour nous, notre progéniture, nos biens et nos coreligionnaires.
- Et nous avons pris par devers vous l'engagement suivant :
- Nous ne construirons plus dans nos villes et dans leurs environs, ni couvents, ni églises, ni cellules de moines, ni ermitages. Nous ne réparerons point, ni de jour ni de nuit, ceux de ces édifices qui tomberaient en ruine, ou qui seraient situés dans les quartiers musulmans.
- Nous tiendrons nos portes grandes ouvertes aux passants et aux voyageurs. Nous donnerons l'hospitalité à tous les Musulmans qui passeront chez nous et les hébergerons durant trois jours.
- Nous ne donnerons asile, ni dans nos églises ni dans nos demeures, à aucun espion.
- Nous ne cacherons rien aux musulmans qui soit de nature à leur nuire.
- Nous n'enseignerons pas le Coran à nos enfants.
- Nous ne manifesterons pas publiquement notre culte et ne le prêcherons pas. Nous n'empêcherons aucun de nos parents d'embrasser l'islam, si telle est sa volonté.
- Nous serons pleins de respect envers les musulmans. Nous nous lèverons de nos sièges lorsqu'ils voudront s'asseoir.
- Nous ne chercherons point à leur ressembler, sous le rapport des vêtements, par la calotte, le turban ou les chaussures, ou par la manière de peigner nos cheveux.
- Nous ne ferons point usage de leur parler ; nous ne prendrons pas leurs noms.
- Nous ne monterons point sur des selles.
- Nous ne ceindrons pas l'épée. Nous ne détiendrons aucune espèce d'arme et n'en porterons point sur nous.
- Nous ne ferons point graver nos cachets en caractères arabes.
- Nous ne vendrons point de boissons fermentées.
- Nous nous tondrons le devant de la tête.
- Nous nous habillerons toujours de la même manière, en quelque endroit que nous soyons; nous nous serrerons la taille avec une ceinture spéciale.
- Nous ne ferons point paraître nos croix et nos livres sur les chemins fréquentés par les musulmans et dans leurs marchés. Nous ne sonnerons la cloche dans nos églises que très doucement. Nous n'y élèverons pas la voix en présence des musulmans. Nous ne ferons pas les processions publiques du dimanche des Rameaux et de Pâques. Nous n'élèverons pas la voix en accompagnant nos morts. Nous ne prierons pas à voix haute sur les chemins fréquentés par les musulmans et dans leurs marchés. Nous n'enterrerons point nos morts dans le voisinage des musulmans.
- Nous n'emploierons pas les esclaves qui sont échus en partage aux musulmans.
- Nous n'aurons point de vue sur les maisons des musulmans.
- Telles sont les conditions auxquelles nous avons souscrit, nous et nos coreligionnaires, et en échange desquelles nous recevons la sauvegarde.
- S'il nous arrivait de contrevenir à quelques-uns de ces engagements dont nos personnes demeurent garantes, nous n'aurions plus droit à la dhimma et nous serions passibles des peines réservées aux rebelles et aux séditieux. »[4]

Le texte du pacte d'Umar tel qu'il apparaît dans l'œuvre d'Ibn Qayyim Al-Jawziyya :
« Quand les musulmans ont occupé la Grande Syrie, Omar ibn Al-Khattab a reçu une lettre de la part des chrétiens :

- nous ne construirons pas de nouveaux monastères, églises ou cellules de moines dans les villes musulmanes ni ne nous réparerons d'anciens ;
- nous conserverons nos portes ouvertes aux voyageurs. Nous fournirons gîte et couvert pendant trois jours au voyageur musulman ;
- nous n'hébergerons pas d'espions dans nos églises ou nos habitations et ne dissimulerons pas leur présence aux musulmans ;

[...]

- nous acceptons ces conditions pour nous-mêmes et notre communauté, et nous recevrons en retour une protection (dhimma) ;
- si nous violions ces termes, nous nous exposerions aux pénalités de sédition.

Umar répondit : "Signez ce qu'ils proposent, mais ajoutez deux clauses à celles qu'ils proposent. Ils ne pourront acheter quiconque fait prisonnier par les musulmans, et quiconque attaquera délibérément un musulman abandonne la protection accordée par ce pacte."" »